# Rosita Vásquez
Rosa Margarita Angola Millán, más conocida como Rosita Vásquez (Isla Margarita,Nueva Esparta, 2 de diciembre de 1933 - Tijuana, 4 de noviembre de 2021) fue una primera actriz de televisión venezolana.

## Biografía
Comenzó su carrera artística en televisión, en 1953 a través de la telenovela «Anecdotario». Posteriormente protagonizó diversos dramas en varias emisoras de televisión, como: RCTV, Venevisión y Venezolana de Televisión.
Participó en numerosos programas dramáticos venezolanos entre los que destacan: Señora (telenovela venezolana) y Abigaíl (telenovela). Entre sus últimos trabajos televisivos figura la telenovela de Venevisión 2011 Natalia del mar donde interpretaba a Pastora Pérez.
Falleció a los 87 años de edad, en la madrugada del 4 de noviembre de 2021. Su sobrino, el actor venezolano César Augusto Rivero, anunció el fallecimiento de su tía, en Tijuana (México).

## Telenovelas
- 1953, Anecdotario. (RCTV)
- 1954, Camay. (RCTV)
- 1957, Mayra. (RCTV)
- 1960, La Rival. (RCTV)
- 1961, La Fracasada. (RCTV)
- 1961, Hacia la luz. (RCTV)
- 1961, Cinco Destinos  Alejadra. (RCTV)
- 1963, La Flor Del Matapalo. (RCTV)
- 1964, El Gavilan. (Radio continente 590 a. m.)
- 1967, Donde No Llega El Sol. (RCTV)
- 1967, La historia de una cancion. (Radio continente a. m.)
- 1967, Sacrificio. (RCTV)
- 1969, La Madre Emilia. (Venezolana de Televisión)
- 1969, Pablo y Alicia. (RCTV)
- 1975, Raquel (telenovela)  Miss Katty. (RCTV)
- 1972, Sacrificio de mujer (telenovela de 1972). (RCTV)
- 1986, Mansión de Luxe  Doña Beatriz De Sardañas. (RCTV)
- 1987, Mi amada Beatriz  Doña Ofelia Vda. De Ascanio. (RCTV)
- 1988, Abigaíl (telenovela)  Doña Berta Aponte Vda. De Ruiz. (RCTV)
- 1988, Señora (telenovela venezolana)  Doña Ifigenia Méndez. (RCTV)
- 1989, La pasión de Teresa (Telenovela) Doña Amaranta Valdez. (RCTV)
- 1990, De mujeres  Doña Hortencia Vda. De Velasco. (RCTV)
- 1990, Caribe (telenovela)  Doña Valeria. (RCTV)
- 1992, Por estas calles  Doña Cora Pelliser Vda. De Ponceles. (RCTV)
- 1995, Dulce enemiga   Natalia. (Venevisión)
- 1996, Sol de tentación  Doña Casta. (Venevisión)
- 2011, Natalia del mar  Doña Pastora Pérez. (Venevisión)